# Abax iuvenis
Abax iuvenis är en skalbaggsart som beskrevs av Hendrik Freitag. Abax iuvenis ingår i släktet Abax och familjen jordlöpare. Inga underarter finns listade i Catalogue of Life.